# Апиль-Син
Апиль-Син — царь Вавилона, правил приблизительно в 1831 — 1813 годах до н. э., из I Вавилонской (аморейской) династии.

## Биография
Сын своего предшественника Сабиума. В отличие от своих предшественников носил не аморейское, а аккадское имя.
Первую половину своего правления Апиль-Син вынужден был посвятить укреплению границ своего царства, отстраивал целый ряд крепостей.
Апиль-Син сумел достичь берегов Тигра, захватив два города — Упи и Манкисум. Впрочем, это продвижение было вскоре нейтрализовано соседними правителями, ибо на момент воцарения Хаммурапи эта область уже не принадлежала Вавилону.
Правил Апиль-Син 18 лет.

## Список датировочных формул Апиль-Сина
|                             | |
| 1 год 1831 / 1830 до н. э.  | a Год, когда Апиль-Син вошёл в дом своего отца (то есть занял его место — стал царём) CT 48 68 szanat a-pil-den.zu a-na bit a-bi-szu i-ru-bu b Год, когда Апиль-Син [стал] царём IM 85922+85934 mu a-pil-den.zu lugal-e c Год, когда царь Апиль-Син построил городские стены Борсиппы CT 6 9 II, 9; CT 8 29b mu a-pil-den.zu lugal-e bad3 bar-si2-paki ba-du3 |
| 2 год 1830 / 1829 до н. э.  | a Год, когда Апиль-Син построил новые великолепные городские стены Вавилона CT 6 44b mu bad3 mah gibil ka2-dingir-raki a-pil-den.zu ba-du3 b Год, когда Апиль-Син построил городские стены Вавилона [достигающие] неба [и сияющие, как] ляпис-лазурь BM 81109 mu bad3-an-na na4za-gin3 ka2-dingir-raki a-pil-den.zu mu-na-dim2 |
| 3 год 1829 / 1828 до н. э.  | Год, когда [Апиль-Син] изготовил великолепный трон на возвышении для Шамаша (шум. Уту) и Шенирды, украшенный серебром и золотом RlA 2 166, 67 mu giszgu-za bara2 mah ku3-sig17 ku3-babbar-ta szu-du7-a dutu dsze3-ri5-da-ra mu-un-na-dim2-ma |
| 4 год 1828 / 1827 до н. э.  | a Второй год, после года, когда [царь] построил городские стены [блестящие наподобие] ляпис-лазури и металла Iraq 48 126 mu us2-sa us2-sa-a bad3 uru za-gin3 ku3 mu-du3? b Год, когда [Апиль-Син] вырыл канал Шумундар (букв. «Свекольный канал») TCL 1 60, 25 mu id2-szu-mu-dar mu-un-ba-al c Год, когда [Апиль-Син] вырыл канал для Шамаша IM 85922+85934 mu id2-da dutu mu-un-ba-al |
| 5 год 1827 / 1826 до н. э.  | Год, когда царь Апиль-Син царь построил городские стены Нурума mu a-pil-den.zu lugal-e bad3 nu-rimki ba-du3 |
| 6 год 1826 / 1825 до н. э.  | Год, когда Апиль-Син восстановил [храм] Эмешлам / храм Эзида RlA 2 166 70 + 85922+85934 mu e2-mes-lam-mi / e2-zi-da ... a-pil-den.zu mu-un-gibil |
| 7 год 1825 / 1824 до н. э.  | a Год, после года, когда Апиль-Син восстановил [храм] Эмешлам / храм Эзида RlA 2 166 71 mu us2-sa e2-mes-lam-mi / e2-zi-da ... a-pil-den.zu mu-un-gibil b Год, когда [Апиль-Син] вырыл канал Апиль-Син-хегаль (букв. «Изобилие Апиль-Сина») IM 85922+85934; CT 6 33b, 34 mu id2-da da-pil-den.zu-he2-gal2 mu-un-ba-al или mu id2-a-pil-den.zu-he2-gal2 mu-un-ba-al |
| 8 год 1824 / 1823 до н. э.  | a Год, когда [Апиль-Син] сделал для Шамаша в Вавилоне корону из лазурита, как небо BBVO 1 115 mu aga-an-na na4za-gin3 ka2-dingir-raki a-x-esz dutu-ra mu-na-an-dim2-ma b Год, когда [Апиль-Син] сделал корону для Шамаша из красного золота IM 85922+85934 mu aga ku3-sig17 husz dutu-ra mu-un-na-dim2-ma |
| 9 год 1823 / 1822 до н. э.  | a Год, когда храм Инанны в Илип был построен IM 85922+85934 mu e2-dinanna ki-bal-masz-da3ki / elipki ba-du3 b Год, когда Апиль-Син построил храм Инанны в Илип CT 47 2a + IM 95922+85934 mu e2-dinanna elipki / ki-bal-bar-da3ki a-pil-den.zu ba-du3 c Год, когда [Апиль-Син построил] храм Инанны [в Илип] CT 47 2: 21 mu e2-dinanna |
| 10 год 1822 / 1821 до н. э. | a Год, когда [Апиль-Син] сделал трон для Инанны в Вавилоне RlA 2 177, 79 mu giszgu-za dinanna ka2-dingir-raki mu-un-na-dim2-ma b Год, когда [Апиль-Син] сделал величественный трон на возвышении, украшенный серебром и золотом для Инанны в храме Хурсаг-калама (букв. «Лесистая гора страны») RlA 2 166, 74 mu giszgu-za bara2 mah ku3-sig17 ku3-babbar-ta szu-du7-a dinanna hur-sag-kalam-ma mu-un-na-dim2-ma c Год, когда [Апиль-Син] сделал великолепный помост трона, украшенный золотом и серебром Калама (букв. «Страны») RlA 2 166 74 mu giszgu-za bara2 mah ku3-sig17 ku3-babbar szu-du7-a [dinanna hur-sag]-kalam-ma mu-un-na-dim2-ma d Год, когда Апиль-Син возвёл во дворце престол [украшенный] золотом и серебром BM 17314 mu giszgu-za ku3-babbar u3 ku3-sig17 a-pil-den.zu a-na e2-gal u2-sze-ri-bu |
| 11 год 1821 / 1820 до н. э. | a Год, когда царь Апиль-Син построил городские стены Мути / Нурум CT 4 47a, 46 + IM 85922+85934 mu a-pil-den.zu lugal-e dur mu-tiki ba-du3 b Год, когда городская стена Мути / Нурума была построена IM 85922+95934 mu bad3 mu-tiki ba-du3 |
| 12 год 1820 / 1819 до н. э. | a Год, когда Апиль-Син восстановил стены на берегах Тигра CT 45 101; BM 82412 mu un / bad3 gu2 id2-idigna a-pil-den.zu szu bi2-in-zi / ki bi2-in-gi b Год, когда [Апиль-Син] восстановил [жилые дома и поля] на берегах Тигра BM 85922+85934 mu gu2 id2-idigna ki-bi-sze3 bi2-in-gi4-a |
| 13 год 1819 / 1818 до н. э. | a Год, когда [Апиль-Син] построил храм Кидур-Инанна (букв. «Обиталище Инанны») в Вавилоне RlA 2 177, 75 mu e2 ki-dur2 dinanna ka2-dingir-raki ba-du3 b Год, когда Апиль-Син построил Этуркалама (букв. «Овчарню земли») храма Инанны в Вавилоне RlA 2 177, 77 mu e2-tur3-kalam-ma e2-dinanna ka2-dingir-raki a-pil-den.zu ba-du3 c Год, когда [Апиль-Син] построил большой великолепный храм Инанны в Вавилоне CT 6 47 mu e2-dinanna ka2-dingir-raki [gal-bi]-esz i-pu-szu / ba-du3 |
| 14 год 1818 / 1817 до н. э. | a Год, после года, когда Апиль-Син построил Этуркалама храм Инанны в Вавилоне RlA 2 177, 78 mu us2-sa e2-tur3-kalam-ma e2-dinanna ka2-dingir-raki a-pil-den.zu ba-du3 b Год, когда Сиппар был заказан … RlA 2 177, 76 mu zimbirki bi-du11-ga |
| 15 год 1817 / 1816 до н. э. | Год, когда великие восточные ворота Вавилона были построены RlA 2 177, 80 mu abul ka2-dingir-raki dutu-e3 ba-du3 |
| 16 год 1816 / 1815 до н. э. | a Год, когда царь Апиль-Син сделал для храма Уту (акад. Шамаша) великолепный помост для трона mu a-pil-den.zu lugal giszgu-za bara2 mah e2 dutu-ra mu-un-na-an-dim2 b Год, когда [царь Апиль-Син] сделал для Уту величественное возвышение для трона [покрытое] золотом VAS 13 3a, case mu giszgu-za bara2 mah ku3-sig17 dutu-ra mu-un-na-dim2-ma c Год, когда [царь Апиль-Син] построил [для храма Уту великолепный] помост IM 85922+85934 mu bara2 ... ba-du3 |
| 17 год 1815 / 1814 до н. э. | a Год, после года, когда царь Апиль-Син сделал для [храма] Уту в Вавилоне великолепный трон RlA 2 177, 82 mu us2-sa a-pil-den.zu lugal giszgu-za bara2 mah dutu ka2-dingir-raki mu-un-na-dim2-ma b Год, после года, когда пастырь Апиль-Син [сделал] для Уту представительный помост CT 4 16a: 32 mu us2-sa sza-ka-ra-am a-na dutu a-pil-den.zu sipa c Год, после года, когда … [трон] для Уту CT 45 6: 34 mu us2-sa ... dutu d Год, после года, когда престол Уту BM 80411 mu us2-sa gu-za dutu |
| 18 год 1814 / 1813 до н. э. | Год, когда Апиль-Син омылся / побрился (то есть умер и был омыт и побрит перед погребением) CT 8 49b: 36; BM 82447 mu a-pil-den.zu u2-ra-am-mi-ku / u2-ga-li-bu |
| b                           | Год, когда царь Апиль-Син вступил в Аштабала CT 48 117 mu asz-ta-ba-laki a-pil-den.zu lugal ba-ku4 |
| c                           | Год, когда Апиль-Син построил [городскую стену] Упи BM 22713 mu u2-pi2-eki a-pil-den.zu ba-du3 |
| d                           | Год, когда [Апиль-Син] сделал для Мардука [трон] из золота IM 85922+85934 mu ... ku3-sig17 dmarduk mu-na-dim2-ma |
| e                           | Год, когда … Господь неба и земли Gautier 16 mu ... en an-ki |